# Sigmatidium chappuisi
Sigmatidium chappuisi is een eenoogkreeftjessoort uit de familie van de Ectinosomatidae. De wetenschappelijke naam van de soort is voor het eerst geldig gepubliceerd in 1951 door Schäfer.